# والتر کلم
والتر کلم (آلمانی: Walther Klemm; ۱۸ ژوئن ۱۸۸۳ – ۱۱ اوت ۱۹۵۷) نقاش اهل اتریش بود.
از افتخارات وی میتوان به کسب مدال برنز نقاشی در بخش مسابقات هنری بازی‌های المپیک تابستانی ۱۹۲۸ اشاره کرد.